# Cuphodes diospyrosella
Cuphodes diospyrosella är en fjärilsart som först beskrevs av Syuti Issiki 1957.  Cuphodes diospyrosella ingår i släktet Cuphodes och familjen styltmalar. Inga underarter finns listade i Catalogue of Life.